# Abilways
Abilways, anciennement Groupe CFPJ, puis Groupe EFE-CFPJ, est une entreprise française intervenant dans le domaine de la formation professionnelle continue avec le CFPJ, l'ISM et EFE, et détenu par le fonds d'investissement de la famille Mulliez jusqu'en 2023.
Le groupe est aussi présent dans la formation initiale et l'alternance avec le CFPJ et l'École W, créée en 2016. Le siège social est situé au 18 rue Tiphaine à Paris depuis décembre 2022, date à laquelle le groupe a quitté le siège historique du CFJ situé rue du Louvre. Le président du conseil de surveillance est Bertrand Leclercq, membre de la famille Mulliez.
Le CFJ n’entretient plus de lien capitalistique avec le groupe Abilways depuis 2012, le CFJ est une association loi de 1901 totalement indépendante[réf. nécessaire].
Entre 2011 et 2023, le groupe Abilways est la propriété de Creadev, le fonds d’investissement de la famille Mulliez, qui est par ailleurs, via l'Association familiale Mulliez (AFM), l'actionnaire majoritaire de nombreuses sociétés de distribution, comme Auchan, Boulanger, Décathlon, Leroy Merlin et Saint-Maclou.
Fin 2023, Abilways est racheté par le groupe d'enseignement supérieur privé GES Eductive et le fonds d'investissement britannique Charterhouse Capital Partners,. À la suite de cette acquisition, les réseaux GES, Eductive et Abilways fusionnent pour devenir « Skolae ».

## Histoire

### 1972: création par le CFJ et le CPJ
Le groupe tire ses origines de la création à Paris en 1969 du CPJ, Centre de perfectionnement des journalistes, par le CFJ, et propose des formations professionnelles destinées aux journalistes.
En 1972, le CFJ et le CPJ se regroupent au sein du groupe CFPJ (Centre de formation et de perfectionnement des journalistes).

### 1998: premier dépôt de bilan
À la suite d'une crise financière, en 1998, le groupe doit procéder à une restructuration. À l'initiative de Claire Richet, Bernard Pivot et Pierre Lescure, des anciens élèves créent alors l’association « CFJ-Demain »  pour trouver des solutions de financement qui permettront à l’école d'échapper à la liquidation. La justice lui accorde la reprise du groupe en 1999.
En dépit de l'augmentation des droits d'inscription, la situation reste précaire : en 2003, le groupe CFPJ est à nouveau en dépôt de bilan.

### 2003: redressement judiciaire, puis reprise par EFE
Le 22 mai 2003, le groupe CFPJ, alors composé d'une part de Centre de formation des journalistes (CFJ) et d'autre part du Centre de perfectionnement des journalistes (CPJ), est placé en redressement judiciaire. Ces deux structures, qui s'insèrent dans les activités du CFPJ, totalisent respectivement à cette date une dette de plus de 11,5 millions d'euros pour le CPJ (SA de la rue du Louvre) et de 3,8 millions d'euros pour l'association CFJ, l'école de journalisme,.
Le 26 juillet 2003, le tribunal de grande instance de Paris désigne le groupe Edition Formation Entreprise (EFE) comme repreneur du groupe CFPJ,. L'offre de reprise d'EFE, dirigé par Patrice Bougon, un ancien avocat spécialisé en optimisation fiscale, s'élève à 200 000 euros et obtient la préférence de l'association des anciens élèves du CFJ. Pierre Cohen-Tanugi, ancien directeur des éditions Gallimard, est nommé à la tête du groupe CFPJ et du CFJ par EFE pour « rétablir toute l'aura légitime de cette école prestigieuse ». Il démissionne huit mois plus tard.
Le 15 février 2008, le groupe EFE-CFPJ conclut le rachat de l'Institut du développement des call-centers (IDCC) et de l'Institut supérieur du marketing (ISM) au groupe français Teleperformance. Les activités d'EFE déménagent au siège du groupe CFPJ et du CFJ, rue du Louvre en juillet 2009.

### 2012: acquisition par la famille Mulliez et naissance d'Abilways
Le 22 février 2011, le fonds d'investissement de la famille Mulliez intègre le capital du groupe EFE-CFPJ. Patrice Bougon cède 20% du capital,. Un an plus tard, le fonds d'investissement détient 80% du groupe EFE-CFPJ.
En juin 2011, le CPJ reprend le nom du groupe et devient le CFPJ Médias. Le CFPJ Entreprises, destiné à la formation continue pour les entreprises et les administrations, devient CFPJ Communication. En septembre 2012, le groupe EFE-CFPJ devient Abilways, avec Marie Ducastel, directrice générale d'EFE, à la tête du nouveau groupe.
Le 12 janvier 2016, Abilways et le CFJ annoncent la création de l'École W, un parcours post-bac en trois ans permettant aux étudiants de s’initier aux métiers de l'information, de la communication et de la création numérique et de se préparer aux concours des écoles de journalisme. En juin 2018, Abilways annonce l'ouverture d'un centre de formation à Lyon. En juin 2019, Olivier Ferhat succède à Marie Ducastel, présidente du directoire d'Abilways.
Le 28 novembre 2019, le groupe Abilways signe une convention de partenariat avec l'Université de Nantes dans l'objectif de co-créer plus de cinquante formations interentreprises. Le 30 juin 2020, Julien Zuccarelli succède à Olivier Ferhat à la direction d'Abilways.

### 2023: rachat par le groupe GES-Eductive
En 2023, Creadev, le fonds d'investissement de la famille Mulliez, cède le groupe Abilways au groupe d'établissements d'enseignement supérieur privé GES-Eductive, contrôlé par la famille Azoulay,,. À la suite de cette acquisition, les réseaux GES, Eductive et Abilways fusionnent pour devenir « Skolae ». Si Abilways doit conserver son autonomie, le 27 décembre 2023, Bertrand Leclercq, président, et Julien Zuccarelli, directeur général, cèdent la présidence ainsi que la direction générale du groupe à Jonathan Azoulay, président du groupe GES-Eductive.

## Identité visuelle

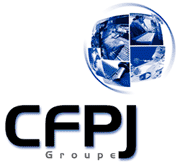
Logotype du Groupe CFPJ avant 2005.
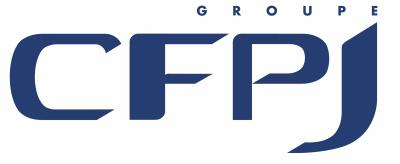
Logotype du Groupe CFPJ de 2005 à 2012.
Logotype d'Abilways depuis 2019.